# Statistiche della Primera División (Spagna)
La pagina raccoglie statistiche e record significativi del massimo livello professionistico del calcio spagnolo.

## Record di squadra
Aggiornato al 26 maggio 2024.
- Maggior numero di punti ottenuti in una stagione:

Campionato con 3 punti per vittoria: 100 su 114 ( Real Madrid, 2011-2012); ( Barcellona, 2012-2013)
- Maggior numero di punti ottenuti nel girone d'andata:

Campionato con 3 punti per vittoria: 55 su 57 ( Barcellona, 2012-2013)
- Maggior numero di vittorie: 1767 ( Real Madrid)
- Maggior numero di vittorie in una stagione: 32 su 38 giornate ( Real Madrid, 2011-2012); ( Barcellona, 2012-2013)
- Maggior numero di vittorie in casa in una stagione: 18 su 19 ( Barcellona, 2009-2010, 2012-2013); ( Real Madrid, 1987-1988, 2009-2010)
- Maggior numero di vittorie fuori casa in una stagione: 16 su 19 ( Real Madrid, 2011-2012)
- Maggior numero di vittorie consecutive: 16 ( Barcellona, 2010-2011); ( Real Madrid, dal 2 marzo 2016 al 18 settembre 2016)
- Maggior numero di vittorie consecutive in casa: 39 ( Barcellona, dal 16 febbraio 1958 al 6 novembre 1960)
- Maggior numero di vittorie consecutive fuori casa: 13 ( Real Madrid, dal 26 febbraio 2017 al 14 ottobre 2017)
- Minor numero di sconfitte in una stagione: 0 su 18 partite ( Athletic Bilbao, 1929-1930); ( Real Madrid, 1931-1932)
- Minor numero di sconfitte in una stagione con l'attuale format: 1 su 38 partite ( Real Madrid, 1988-1989 e 2023-2024); ( Barcellona, 2009-2010 e 2017-2018)
- Maggior numero di presenze consecutive e totali in Primera División: 94 ( Athletic Bilbao;  Barcellona;  Real Madrid) (dalla stagione 1928-1929)
- Maggior numero di partite consecutive senza sconfitte: 43  Barcellona (dall'8 aprile 2017 al 13 maggio 2018)
- Maggior numero di campionati vinti consecutivamente: 5  Real Madrid (due volte, dal 1960-61 al 1964-65 e dal 1985-86 al 1989-90)

### Gol
- Maggior numero di gol segnati in una stagione: 121 ( Real Madrid, 2011-2012)
- Maggior numero di gol segnati in casa in una stagione: 78 ( Real Madrid, 1989-1990)
- Maggior numero di gol segnati fuori casa in una stagione: 58 ( Real Madrid, 2016-2017)
- Minor numero di gol segnati in una stagione: 15 ( CD Logroñés, 1994-1995)
- Minor numero di gol segnati in casa in una stagione: 8 ( Granada, 1969-1970)
- Minor numero di gol segnati fuori casa in una stagione: 2 ( Deportivo La Coruña, 1964-1965)
- Maggior numero di gol subiti in una stagione: 134 ( UE Lleida, 1950-1951)
- Minor numero di gol subiti in una stagione: 15 ( Real Madrid, 1931-1932)
- Miglior media gol subiti in una stagione: 0,474 ( Deportivo La Coruña, 1993-1994); ( Atlético Madrid, 2015-2016);
- Miglior differenza reti in una stagione: +89 ( Real Madrid, 2011-2012), ( Barcellona, 2014-2015)
- Peggior differenza reti in una stagione: −93 ( UE Lleida, 1950-1951)
- Maggior numero di partite consecutive a segno: 64 ( Barcellona, dal 5 febbraio 2012 al 5 ottobre 2013)
- Maggior numero di partite consecutive in casa a segno: 88 ( Barcellona, dal 10 febbraio 1952 al 19 gennaio 1958)
- Maggior numero di partite consecutive fuori casa a segno: 35 ( Real Madrid, dal 3 gennaio 2016 al 29 ottobre 2017)
- Maggior numero di gol in una giornata: 59 (8 partite, 17 settembre 1950)
- Minor numero di gol in una giornata: 8 (8 partite, 18 marzo 1973)
- Minor numero di giornate necessarie per segnare 100 gol in una stagione: 30 ( Real Madrid, 2011-2012)

## Record individuali

### Cannonieri
In grassetto i giocatori in attività nella Liga 2023-2024.
Aggiornato al 13 aprile 2025.
| Posizione | Naz                                      | Giocatore           | Anni      | Reti | Pres | Media |
| --------- | ---------------------------------------- | ------------------- | --------- | ---- | ---- | ----- |
| 1         | Argentina (bandiera)                     | Lionel Messi        | 2004–2021 | 474  | 520  | 0,91  |
| 2         | Portogallo (bandiera)                    | Cristiano Ronaldo   | 2009–2018 | 311  | 292  | 1,06  |
| 3         | Spagna (bandiera)                        | Telmo Zarra         | 1940–1955 | 251  | 278  | 0,9   |
| 4         | Francia (bandiera)                       | Karim Benzema       | 2009–2023 | 238  | 439  | 0,54  |
| 5         | Messico (bandiera)                       | Hugo Sánchez        | 1981–1994 | 234  | 347  | 0,67  |
| 6         | Spagna (bandiera)                        | Raúl                | 1994–2010 | 228  | 550  | 0,41  |
| 7         | Argentina (bandiera) · Spagna (bandiera) | Alfredo Di Stéfano  | 1953–1966 | 227  | 329  | 0,69  |
| 8         | Spagna (bandiera)                        | César Rodríguez     | 1941–1960 | 224  | 353  | 0,64  |
| 9         | Spagna (bandiera)                        | Quini               | 1970–1987 | 219  | 448  | 0,49  |
| 10        | Spagna (bandiera)                        | Pahiño              | 1943–1956 | 211  | 278  | 0,76  |
| 11        | Francia (bandiera)                       | Antoine Griezmann   | 2010–     | 198  | 523  | 0,38  |
| 12        | Spagna (bandiera)                        | Edmundo Suárez      | 1939–1950 | 195  | 231  | 0,81  |
| 13        | Spagna (bandiera)                        | Carlos Santillana   | 1970–1988 | 186  | 461  | 0,4   |
| 14        | Spagna (bandiera)                        | David Villa         | 2003–2014 | 185  | 353  | 0,53  |
| 15        | Spagna (bandiera)                        | Juan Arza           | 1943–1959 | 182  | 349  | 0,52  |
| 15        | Spagna (bandiera)                        | Guillermo Gorostiza | 1929–1945 | 182  | 255  | 0,7   |
| 17        | Uruguay (bandiera)                       | Luis Suárez         | 2014–2022 | 179  | 258  | 0,69  |
| 18        | Spagna (bandiera)                        | Iago Aspas          | 2012-     | 163  | 381  | 0,43  |
| 19        | Camerun (bandiera)                       | Samuel Eto'o        | 1998–2009 | 162  | 280  | 0,58  |
| 20        | Spagna (bandiera)                        | Luis Aragonés       | 1960–1974 | 160  | 360  | 0,44  |
| 21        | Spagna (bandiera)                        | Aritz Aduriz        | 2002–2020 | 158  | 443  | 0,36  |
| 22        | Ungheria (bandiera) · Spagna (bandiera)  | Ferenc Puskás       | 1958–1966 | 156  | 180  | 0,87  |
| 23        | Spagna (bandiera)                        | Julio Salinas       | 1982–2000 | 152  | 417  | 0,36  |
| 24        | Spagna (bandiera)                        | Adrián Escudero     | 1945–1958 | 150  | 287  | 0,52  |
| 25        | Spagna (bandiera)                        | Dani                | 1974–1986 | 147  | 303  | 0,49  |
| 26        | Spagna (bandiera)                        | Raúl Tamudo         | 1996–2013 | 146  | 407  | 0,36  |
| 27        | Spagna (bandiera)                        | Silvestre Igoa      | 1941–1956 | 141  | 284  | 0,50  |
| 28        | Spagna (bandiera)                        | Manuel Badenes      | 1946–1959 | 139  | 201  | 0,69  |
| 28        | Spagna (bandiera)                        | Juan Araújo Pino    | 1945–1956 | 139  | 207  | 0,67  |
| 28        | Spagna (bandiera)                        | José Mari Bakero    | 1980–1997 | 139  | 483  | 0,29  |
| 31        | Ungheria (bandiera) · Spagna (bandiera)  | László Kubala       | 1951–1965 | 138  | 215  | 0,64  |

### Presenze
I giocatori in grassetto sono ancora in attività.
| Posizione | Naz                                    | Giocatore                 | Anni                | Pres | Reti |
| --------- | -------------------------------------- | ------------------------- | ------------------- | ---- | ---- |
| 1         | Spagna (bandiera)                      | Andoni Zubizarreta        | 1981–1998           | 622  | -    |
| 1         | Spagna (bandiera)                      | Joaquín                   | 2001–2013 2015–2023 | 622  | 78   |
| 3         | Spagna (bandiera)                      | Raúl García               | 2004–2024           | 609  | 111  |
| 4         | Spagna (bandiera)                      | Raúl                      | 1994–2010           | 550  | 228  |
| 5         | Spagna (bandiera)                      | Eusebio Sacristán         | 1983–2002           | 543  | 36   |
| 6         | Spagna (bandiera)                      | Francisco Buyo            | 1980–1997           | 542  | -    |
| 7         | Spagna (bandiera)                      | Sergio Ramos              | 2003–2024           | 536  | 77   |
| 8         | Spagna (bandiera)                      | Manuel Sanchís            | 1983–2001           | 523  | 33   |
| 8         | Francia (bandiera)                     | Antoine Griezmann         | 2010-               | 523  | 198  |
| 10        | Argentina (bandiera)                   | Lionel Messi              | 2004-2021           | 520  | 474  |
| 11        | Spagna (bandiera)                      | Dani Parejo               | 2009-               | 518  | 76   |
| 12        | Spagna (bandiera)                      | Jesús Navas               | 2003-2013 2017-2024 | 516  | 27   |
| 13        | Spagna (bandiera)                      | Iker Casillas             | 1999-2015           | 510  | -    |
| 14        | Spagna (bandiera)                      | Xavi                      | 1998–2015           | 505  | 58   |
| 15        | Spagna (bandiera)                      | Miquel Soler              | 1983–2003           | 504  | 12   |
| 16        | Spagna (bandiera)                      | Fernando Hierro           | 1987–2003           | 497  | 104  |
| 17        | Spagna (bandiera)                      | José Mari Bakero          | 1980–1997           | 483  | 139  |
| 18        | Spagna (bandiera)                      | Lorenzo Juarros           | 1984–2002           | 482  | 54   |
| 19        | Spagna (bandiera)                      | Joaquín Alonso            | 1977–1992           | 479  | 18   |
| 20        | Spagna (bandiera)                      | \|Koke                    | 2009-oggi           | 477  | 38   |
| 21        | Spagna (bandiera)                      | José Ramón Esnaola        | 1967–1985           | 469  | -    |
| 22        | Spagna (bandiera)                      | José Ángel Iribar         | 1962–1980           | 466  | -    |
| 22        | Brasile (bandiera) · Spagna (bandiera) | Donato                    | 1988–2003           | 466  | 49   |
| 24        | Spagna (bandiera)                      | Miguel Ángel Nadal        | 1986–2005           | 462  | 33   |
| 25        | Spagna (bandiera)                      | Alberto Górriz            | 1978–1993           | 461  | 14   |
| 25        | Spagna (bandiera)                      | Carlos Santillana         | 1971–1988           | 461  | 186  |
| 27        | Spagna (bandiera)                      | Juan Antonio Larrañaga    | 1980–1994           | 460  | 15   |
| 28        | Spagna (bandiera)                      | Manuel Jiménez Abalo      | 1979–1992           | 458  | 8    |
| 29        | Spagna (bandiera)                      | Jesús María Zamora        | 1974–1989           | 455  | 63   |
| 30        | Spagna (bandiera)                      | Cristóbal Parralo         | 1987–2001           | 454  | 14   |
| 31        | Spagna (bandiera)                      | Txiki Begiristain         | 1982–1997           | 453  | 90   |
| 32        | Spagna (bandiera)                      | Joseba Etxeberria         | 1995–2010           | 452  | 89   |
| 33        | Spagna (bandiera)                      | Diego Rodríguez Fernández | 1982–1996           | 450  | 12   |
| 34        | Spagna (bandiera)                      | Quini                     | 1970–1987           | 448  | 218  |
| 35        | Spagna (bandiera)                      | Pedro Munitis             | 1994–2012           | 447  | 43   |
| 36        | Spagna (bandiera)                      | Ismael Urzáiz             | 1991–2007           | 445  | 131  |

### Assist
In grassetto i giocatori in attività nella Liga 2023-2024.
| Posizione | Naz                   | Giocatore          | Anni                          | Pres | Assist |
| --------- | --------------------- | ------------------ | ----------------------------- | ---- | ------ |
| 1         | Argentina (bandiera)  | Lionel Messi       | 2004-2021                     | 520  | 216    |
| 2         | Spagna (bandiera)     | Míchel             | 1981-1996                     | 404  | 134    |
| 3         | Spagna (bandiera)     | Xavi               | 1998-2015                     | 505  | 130    |
| 4         | Francia (bandiera)    | Karim Benzema      | 2009-2023                     | 439  | 119    |
| 5         | Portogallo (bandiera) | Luís Figo          | 1995-2005                     | 336  | 105    |
| 6         | Spagna (bandiera)     | Raúl               | 1994-2010                     | 550  | 99     |
| 7         | Portogallo (bandiera) | Cristiano Ronaldo  | 2009-2018                     | 292  | 95     |
| 7         | Francia (bandiera)    | Antoine Griezmann  | 2010-                         | 523  | 95     |
| 9         | Spagna (bandiera)     | Emilio Butragueño  | 1984-1995                     | 341  | 94     |
| 10        | Spagna (bandiera)     | Koke               | 2009-                         | 477  | 92     |
| 11        | Brasile (bandiera)    | Dani Alves         | 2002-2016 2022                | 436  | 87     |
| 12        | Spagna (bandiera)     | Jesús Navas        | 2003-2013 2017-               | 516  | 85     |
| 12        | Spagna (bandiera)     | Dani Parejo        | 2009-                         | 518  | 85     |
| 14        | Uruguay (bandiera)    | Luis Suárez        | 2014-2022                     | 258  | 84     |
| 14        | Spagna (bandiera)     | Andrés Iniesta     | 2002-2018                     | 442  | 84     |
| 16        | Brasile (bandiera)    | Roberto Carlos     | 1996-2007                     | 370  | 78     |
| 17        | Spagna (bandiera)     | Joaquín            | 2001-2013 2015-2023           | 622  | 75     |
| 18        | Spagna (bandiera)     | Jordi Alba         | 2009-2023                     | 387  | 74     |
| 19        | Germania (bandiera)   | Toni Kroos         | 2014-2024                     | 306  | 72     |
| 19        | Brasile (bandiera)    | Marcelo            | 2007-2022                     | 386  | 72     |
| 21        | Croazia (bandiera)    | Ivan Rakitic       | 2011-2024                     | 438  | 71     |
| 22        | Spagna (bandiera)     | Iago Aspas         | 2008-2013 2014-               | 381  | 68     |
| 23        | Spagna (bandiera)     | Guti               | 1996-2010                     | 387  | 67     |
| 24        | Spagna (bandiera)     | Isco               | 2010-                         | 374  | 65     |
| 25        | Croazia (bandiera)    | Luka Modric        | 2012-                         | 388  | 64     |
| 26        | Spagna (bandiera)     | Pedro León         | 2007-2021                     | 346  | 62     |
| 27        | Argentina (bandiera)  | Ángel Di María     | 2010-2014                     | 124  | 61     |
| 27        | Spagna (bandiera)     | José Antonio Reyes | 1999-2004 2006-2008 2009-2017 | 348  | 61     |
| 27        | Spagna (bandiera)     | Sergio García      | 2003-2015 2017-2019           | 360  | 61     |
| 30        | Spagna (bandiera)     | Markel Susaeta     | 2007-2019                     | 379  | 60     |

### Giocatori plurivincitori
1. Francisco Gento (12)
2. Pirri (10) ;  Lionel Messi (10)
3. Andrés Iniesta (9) ;  ; Amancio Amaro (9) ;  José Antonio Camacho (9) ;  Carlos Santillana (9)
4. Manuel Bueno (8) ;  Alfredo Di Stéfano (8) ;  Manuel Sanchis (8) ;  Xavi (8)

### Altri record
- Maggior numero di reti segnate in una stagione:  Lionel Messi (50, nella stagione 2011-2012)